# Ronald Andres Jimenez
Ronald Jimenez est un joueur colombien de volley-ball né le 9 janvier 1990 à Cali. Il mesure 2 m et joue pointu à l'AS Cannes depuis 2021. Il totalise 109 sélections en équipe de Colombie.

## Clubs
| Club                               | Pays         | De        | À         |
| ---------------------------------- | ------------ | --------- | --------- |
| Raision Loimu                      | Finlande     | 2009-2010 | 2010-2011 |
| Olympiakós Le Pirée                | Grèce        | 2011-2012 | 2011-2012 |
| Hypo Tirol Innsbruck               | Autriche     | 2012-2013 | 2013-2014 |
| Saint-Nazaire VBA                  | France       | 2014-2015 | 2014-2015 |
| Chaumont VB 52                     | France       | 2015-2016 | 2015-2016 |
| Tourcoing LM                       | France       | 2016-2017 | 2019-2020 |
| Cuprum Lubin                       | Pologne      | 2020-2021 | 2020-2021 |
| Cheonan Hyundai Capital Skywalkers | Corée du Sud | 2021-2022 | 2021-2022 |
| AS Cannes                          | France       | 2021-     |           |